# Patrick Divaret
Patrick Divaret est un professeur d'art plastique, artiste peintre et sculpteur né à Dourdan (Essonne) le 3 février 1940.

## Parcours professionnel

### L'enseignement
Patrick Divaret intègre l'école des arts appliqués à l'industrie (aussi appelé "Arts A") dont il a été diplômé en 1962. Il commence sa carrière d'enseignant en 1963 au collège technique d'Auxerre où il enseignera pendant 5 ans. En 1968, il est nommé au lycée technique Jean Moulin de Béziers. À partir de la rentrée de septembre 1969 enseignera au collège Paul Riquet (Béziers). Dans le cadre du programme d'échange franco-québécois du ministère de l'éducation, Patrick Divaret part enseigner en 1971 à l'école polyvalente de Saint Joseph à Mont-Laurier. Il devient par la suite conseiller animateur du programme d'échanges franco-québécois au ministère de l'éducation du Québec.
En 1974, Patrick Divaret revient en France et enseigne de nouveau au collège Paul Riquet de Béziers puis lycée Jean Moulin en 1994 jusqu'en 2000 où il prendra sa retraite.
En parallèle de sa carrière d'enseignant, Patrick Divaret développe à partir de 1980 de multiples expositions de peinture et sculpture.

### La carrière artistique
La pratique artistique de Patrick Divaret se développe en parallèle de sa profession d’enseignant. Ces deux activités vont se nourrir mutuellement. Patrick Divaret enseigne une variété de technique à ses élèves. Par le biais de ses préparations de cours, il est amené à travailler différents médiums. Cette diversité (gravure lino, sculpture, peinture, etc.) se retrouve dans ces séries exposées à partir des années 1980. Considéré comme artiste éclectique, Patrick Divaret aura un coup de cœur pour une technique en particulier, celle de l’acier soudé dont il apprend la soudure à l’arc avec les enseignants des ateliers du lycée de Béziers. Les sculptures en acier soudé représentent aujourd’hui une grande partie de sa production artistique.
Concernant les sujets développés, Patrick Divaret rend hommage à des figures majeures de l’histoire dans une série de sculptures à grande échelle produite tout au long de sa vie. Artistes et personnages qui ont marqué l’histoire et qui l’inspirent, il représente Jean Moulin ou encore Florence Arthaud l'année de sa victoire à la route du Rhum (1ere femme à remporter cette course)… Sa passion pour la musique est lisible, ses coups de cœur vont à Louis Armstrong, Pablo Casals… Plus récemment (années 2020) quelques-uns de ses hommages s’adressent à des membres de sa famille, sa petite fille Louna ou encore son beau-père.
Engagé artistiquement pour soutenir la culture occitane, il réalisera plusieurs affiches sérigraphiées. Ces affiches sont aujourd’hui conservées aux archives départementales de l’Hérault.

## Réalisations

### Les hommages
- Louis Armstrong, acier, collection personnelle, La Manière (34), France
- Ray Charles, acier, collection personnelle, La Manière (34), France
- Pablo Casals, acier, Hôtel de Ville de Prades (66), France
- "La fille de l'air" Florence Arthaud, acier, collection personnelle, La Manière (34), France, 1990
- Jean Moulin[4],[5] acier, Lycée Jean Moulin, Béziers (34), France, 1994
- Niménio II, Collection personnelle, La Manière, France, 1994
- Pablo Casals, acier, collection personnelle, La Manière (34), France
- Ayrton Senna, acier, collection privée, France
- Henry de Montherlant, acier, collection privée, France
- L'homme qui a découvert l'amérique, acier, collection personnelle, La Manière (34), France
- L'homme esquinté[6],[7] (hommage aux gueules cassées), Béziers (34),1999
- Romain Roland, acier, collection privée, France
- Picador, acier, collection personnelle, La Manière (34), France
- Don Quichotte, acier, collection personnelle, La Manière (34), France
- Cyrano, acier, collection personnelle, La Manière (34), France
- Motard (Guillaume Divaret), acier, collection privée, Lardy (91), France
- AVON (Pablo Casals), acier, Hall d'entrée du Théâtre d'Avon, France
- Pregadiu, Collection personnelle, La Manière, France
- Pantiga, Collection personnelle, La Manière, France

- Félix Leclerc, collection personnelle, Ferme Vanier, Mont-Laurier, Canada
- Eddy Vannier[8], acier, Ferme Vannier, Mont-Laurier, Canada, 2011
- Louna sur Vibrato, acier, collection privée, Lardy (91), France, 2020

### Jazz
Patrick Divaret réalise dans les années 2000 une série de peintures ayant pour thème Ney Work et le Jazz en hommage à Brother Blue qu'il rencontre lors de l'un de ses voyages. Ces tableaux n'ont pas fait l'objet d'une exposition et font partie de la collection personnelle de l'artiste (La Manière, France).

### Occitanie
Patrick Divaret accompagne le mouvement opérant à la reconnaissance de l'occitant en réalisant de nombreuses affiches, pochettes d'album et en participant à des expositions itinérantes.
- Série d'affiches pour le Centre International de Documentation Occitane[11], Béziers, 1960 à 1980
- 52 pochettes de 33 tours pour la maison VENTADORN[9],
- Trophée de la course pédestre organisée par "Les chameaux Biterrois"[2],

## Expositions
- Théâtre municipal de Béziers, France, 1980
- Artiste invité du Mouvement d'Art Populaire, Palais des Congrès de Béziers, France, 1980
- Le Boulou: La Grande Max Wallet 1983 et 1984
- Galerie Christian Bonnin, Béziers, France, 1985 et 1988
- Galerie Singulière, Sètes, France, 1989
- "Art contemporain du grand Biterrois", espace Riquet, Béziers, France, 1990
- Altéa, Barcelone, Espagne, 1991
- Salon d'hiver, Lyon, France, 1991
- Palais de la mer, Valras plage, France, 1991
- Salon "Naturalesas" Toulouges, France, 1991[12]
- "L'imager et les poètes" en collaboration avec Yves Rouquette pour le CIDO, 1991
- "Hommage à Pablo Casals", Abbaye de Cuxa, 1991
- "Jean Boudou" en collaboration avec Yves Rouquette et Patrice Baccou, Saint Laurent D'Olt, 1993
- "Métal à vif", Château de Trousse-Barrière de Briare[3], 1993
- Ici et maintenant", espace Riquet, Béziers, 1994
- Hotel du département, artiste invité par l'ODAC, Béziers, 1994
- "Hommage à Niménio II"[13], Féria de Béziers, 1994
- "Jazz" avec Louis Divaret, Maison des arts, Béziers, 1996
- Château de Trousse-Barrière de Briare[14], 1995
- "La petite maison dans la Vallée", Avon Fontainebleau, 1999
- "Lo dire amoros"[15],[16], salle des fête de Saint-Salvadou, France, 2020

### Expositions internationales
- 1000 ans de littérature occitane, avec Yves Rouquette, CIDO, 1983
- 20 ans de création occitane, avec Yves Rouquette, CIDO, 1985
- Le ciel du Languedoc, avec Guy-René Doumeyrou, 1987
- 1000 ans de peinture occitane, avec Jean Larzac, 1989

## Distinctions
- 1er prix de sculpture au salon d'Hiver de Lyon,1991[12]
- Prix spécial "CITA" catégorie sculptures au salon NATURALESES de Toulouges,1991[12]
- Médaille d'Or de sculpture au salon international des Beaux-arts de Béziers, 1993